# HTC Touch Diamond
HTC Touch Diamond，俗稱鑽石機，是台灣宏達電公司所推出的智慧型手機，搭載微軟Windows Mobile 6.1，是一種具有3D立體觸控介面（TouchFLO 3D）的手機。2008年5月6日於英國倫敦首度發表。6月4日又推出其升級版HTC Touch Pro。
HTC Touch Diamond具有如鑽石般的外型（P3700），是宏達電Touch家族旗下繼「阿福機」（Touch）之後，最受矚目的型號，並搶先iPhone 3G上市。
HTC Touch Diamond常被拿來跟iPhone相提並論，HTC Touch Diamond的3D介面更勝iPhone（iPhone仍停留在２Ｄ的畫面），重量也輕了許多。而且同iPhone一樣鏡面設計的外殼極易劃傷且易留指紋，但HTC另外設計了代號Victor的P3702，去掉鑽石風格，採用磨砂外殼以減少傷害。
除硬體上的創新設計，HTC Touch Diamond在軟體上也有革命性的改進。如創新的TouchFLO 3D介面、預設瀏覽器改為更強大的客製化版本Opera Mobile、內置自行開發之YouTube播放軟體、內建Google Maps等等。
Diamond企圖以軟硬體的整合，帶給用戶更佳的使用者體驗。舉例而言，其內附的觸控筆具有磁性，當使用者將觸控筆收入筆孔時，筆會被自動吸入，可避免意外滑落。且手機採用金屬框架，可直接吸附觸控筆，以避免觸控筆丟失。當Diamond處於待機狀態時，若使用者將觸控筆抽出，手機會判定使用者將開始使用手機，而自動打開螢幕進入可用狀態。除此之外，Diamond也內建加速感應器（G-sensor），可依手機的直橫轉動而自動轉換網頁或照片畫面。
Sony Ericsson XPERIA X1常被拿來跟Diamond比較，事實上XPERIA X1本身也是由宏達電所研發，同樣搭配Windows Mobile 6.1，使用最新的介面。
目前Diamond可以通过Xdandroid项目在不改变原有系统的情况下模拟运行Android系统。也有Windows Mobile 6.5和Android的第三方移植，但都是社区实现的。

## 技術規格
HTC Touch Diamond目前共有十種類型DIAM100，DIAM110，DIAM120，DIAM130，DIAM140，DIAM200，DIAM210，DIAM300，DIAM400，DIAM500。區別在於外觀，處理器（支持的網路），有無Wi-Fi，電池容量。下面僅列出兩種版本的規格。

### DIAM100
- 處理器：Qualcomm MSM7201A 528 MHz
- 作業系統：Windows Mobile 6.1 Professional
- 記憶體：ROM：256MB，RAM：192MB，內建存儲：4GB
- 尺寸：102mm X 51mm X 11.5mm
- 重量：110g（含電池）
- 螢幕：VGA 解析度、2.8 吋 TFT-LCD 平面式觸控感應螢幕
- 網路：GSM/WCDMA/HSDPA/HSUPA
- 藍牙：2.0 with EDR
- GPS：配備GPS及A-GPS
- Wi-Fi：IEEE 802.11 b/g
- 電池：900mAh充電式鋰或鋰聚合物電池

### DIAM500
- 處理器：Qualcomm MSM7501A 528 MHz
- 作業系統：Windows Mobile 6.1 Professional
- 記憶體：ROM：256MB，RAM：192MB，內建存儲：4GB
- 尺寸：101mm X 51mm X 14mm
- 重量：110g（含電池）
- 螢幕：VGA 解析度、2.8 吋 TFT-LCD 平面式觸控感應螢幕
- 網路：CDMA 2000 1x RTT/CDMA 2000 1x EV-DO
- 藍牙：2.0 with EDR
- GPS：配備GPS及A-GPS
- Wi-Fi：IEEE 802.11 b/g
- 電池：950mAh充電式鋰或鋰聚合物電池

## 獎項
被歐洲的「European Imaging and Sound Association」選為European Smart Phone 2008至2009。

## 外部連結
- HTC Touch Diamond 概觀
- HTC Touch Diamond 技術規格